# Козинівська вулиця (Конотоп)
Вулиця Козинівська — вулиця міста Конотоп Сумської області.

## Розташування
Розташована у районі Загребелля. Пролягає від вулиці Набережної до вулиці Миколи Лемика.

## Історія
Вперше згадується у 1782 році.
Перша відома назва — Козинівська вулиця. Вважається, що названа на честь особи або осіб з прізвищем «Козин», що мали певне відношення до вулиці.
З середини XX століття — вулиця 9 січня. Назва пов'язана з розстрілом демонстрації 9 січня 1905 року в Петербурзі, що була частиною революції 1905—1907 років у Російській імперії.